# Pelidnota rubripennis
Pelidnota rubripennis es una especie de escarabajo del género Pelidnota, familia Scarabaeidae. Fue descrita científicamente por Burmeister en 1844.
Habita en Brasil (Río de Janeiro).